# Chiesa di Santa Maria Assunta (Cerreto Laziale)

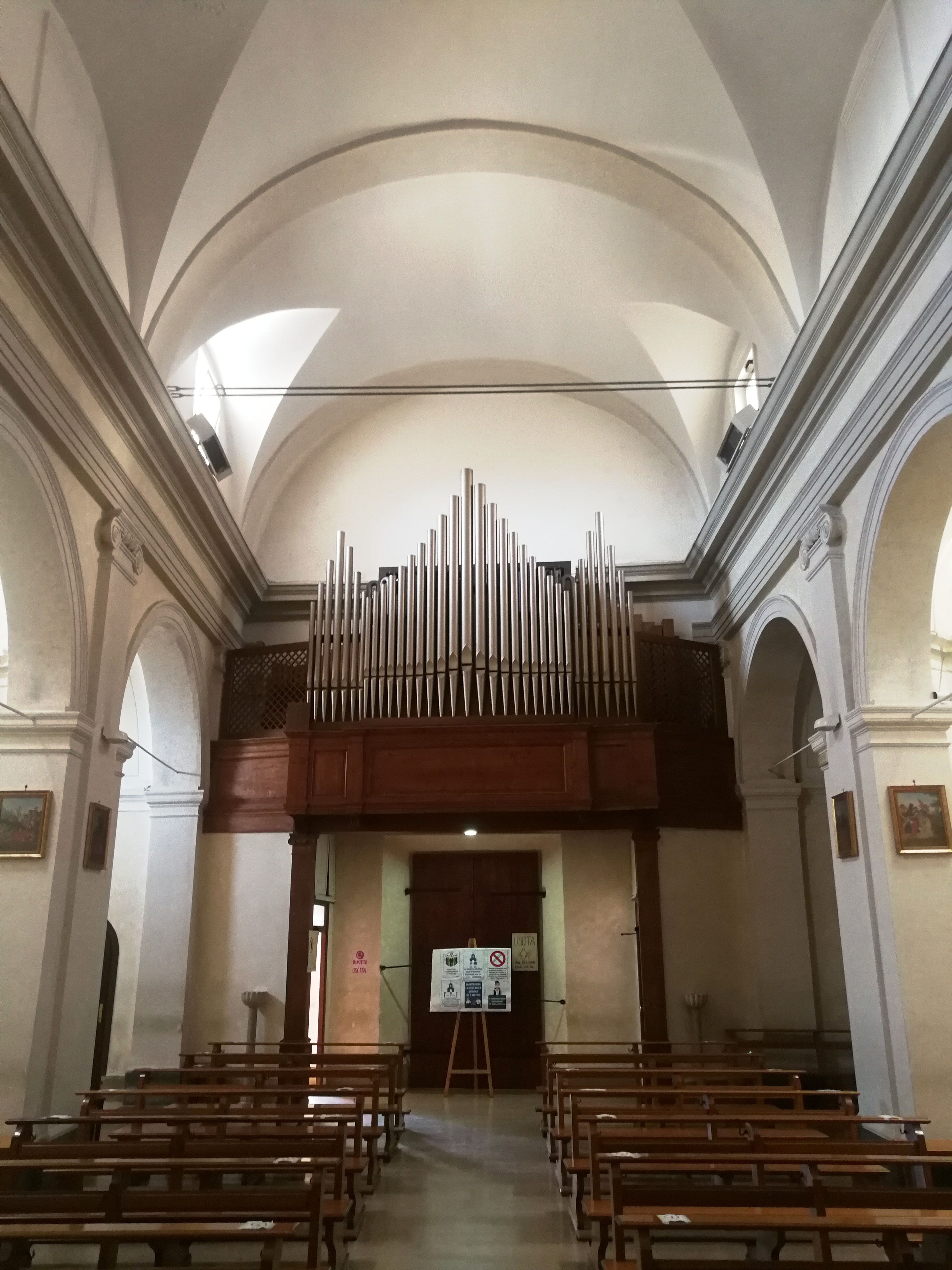
Interno verso la controfacciata con l'organo a canne

La chiesa di Santa Maria Assunta è la parrocchiale di Cerreto Laziale, in città metropolitana di Roma Capitale e diocesi di Tivoli; fa parte della quinta vicaria.

## Storia
La chiesa fu costruita intorno al XII-XIII secolo nelle vicinanze della vecchia Porta del Castello o "Porta di Santa Maria", ora non più esistente. La chiesa risale al XII-XIII secolo ma non si conosce la data certa della costruzione, anche se è noto che nel 1372 questa chiesa sostituì la più antica chiesa di San Nicolò, divenendo la chiesa principale di Cerreto.
Negli anni 1859-1860 furono fatti rilevanti lavori per rinforzare e quasi ricostruire la Chiesa e fu realizzata la volta a botte, invece del precedente tavolato. Nel 1870, cominciarono i lavori per rifare l'attuale campanile.

## Descrizione
La chiesa, affiancata dalla torre campanaria che ospita un concerto di tre bronzi, presenta una pianta a tre navate, delle quali la centrale terminante con un'abside semicircolare; quest'ultima è rivestita in marmi policromi, presenta nel catino un dipinto a grisaille del Padre Eterno ed ospita l'altare maggiore sormontato da un tabernacolo ligneo del XVII secolo e dalla pala dell'Assunzione di Maria. Nella chiesa vi sono anche altri due altari, rispettivamente quello della Madonna delle Grazie (ricostruito nel 1990 e legato all'omonima confraternita, l'effigie della cui titolare è attribuita a Sebastiano Conca ed è esposta ai fedeli solo in determinate occasioni) e quello della Vergine Addolorata (che attualmente ospita nell'ancona la statua di San Sebastiano Martire). L'edificio inoltre ospita un crocifisso del XV secolo.
Vi sono poi, quattro cappelline: del Santissimo Rosario (con pala della Madonna di Pompei attorniata dalla raffigurazione dei 15 misteri del rosario), dei Santi Anna e Gioacchino, dei Santi Antonio di Padova e Agnese, e delle Sante Agata e Maria Goretti (con statua dell'Addolorata).
Sulle colonne che dividono le navate sono sistemate le 14 stazioni della Via Crucis che risalgono al 1862. La cantoria in controfacciata è occupata dall'organo a canne Mascioni opus 919, risalente al 1970, dotato di 12 registri su due manuali e pedale.
Attualmente la chiesa all'esterno presenta una facciata abbellita con due paraste che terminano sotto un cornicione, al di sopra del quale è posto il timpano leggermente aggettante. L'interno, debolmente rischiarato dalla luce delle finestre che sovrastano il cornicione, una volta scandita da lesene, con ovoli e volute inquadranti le cappelle, ora ricoperti da intonaco bianco (dopo i lavori eseguiti, completati nel 2006, in seguito ai danni riportati nel terremoto del 2000).